# 日本地図学会
日本地図学会（にっぽんちずがっかい、英語：Japan Cartographers Association）とは、地図学に関する調査・研究を行う日本の学会である。会員数は約1,000名。日本を代表する地図学研究団体として、国際地図学協会（ICA、International Cartographic Association）と交流している。
1962年（昭和37年）に「日本国際地図学会」として設立されたが、2012年（平成24年）に「日本地図学会」に改称した。なお、設立当時は、この団体とは別に「日本地図学会」が既に存在していたが、2000年（平成12年）の日地出版株式会社の解散とともに活動を停止し、この団体に名称を譲渡している。
情報化社会の進展に伴う地図情報の需要の増大、コンピュータマッピング・GISなど新分野の開拓、地図作成・地図利用の技術の発達など近年の情勢を受けて、「内外の関係団体と緊密な連携のもとに、地図に関する研究活動や情報収集交換につとめ、会員諸氏にすぐれた地図情報を提供し、地図作成・地図情報利用技術等の発達に寄与すること」を目的として設立された。

## 歴史

### 日本地図学会の設立
明治維新によって、測量・地図作成も重要な国策の一つとなり、数多くの民間地図会社が設立された。しかし、1937年（昭和12年）7月7日の支那事変により、妨謀・国防上の見地から次第に報道・出版・教育面への統制が強化され、地図業界にも影響を与えた。1940年（昭和15年）11月1日には「日本統制地図株式会社」が設立され、民間会社13社が参加したが、他の多くの地図会社は抵抗して参加しなかった。ただし、この新会社は、不参加会社が発行する地図の発行許可申請書受付窓口を担っており、民間地図の規制強化が行われた。
1942年（昭和17年）には、内務省情報局より「地図の発行を一社に限定する」との命令が下された。関係する諸課の根回しに1年半を要して、最終的に「日本地図株式会社」（後の日地出版株式会社）が設立された。各新聞社や雑誌社はこの会社の株主になったが、自社での地図発行は許可されず撤退することになった。
この地図会社の一元的統合とともに、地図学界に対しても指導が行われる。1942年（昭和17年）9月16日、文部大臣の許可により「社団法人地図研究所（後の日本地図学会）」が設立された。従来の特高警察による指導・監修・検閲を、専門家集団を組織して行うようになった。社団法人地図研究所は、日本地図株式会社の指導機関であると同時に、軍・官・学その他関係団体との連携機関と位置づけられた。
1945年（昭和20年）8月15日に終戦を迎え、言論・出版の自由が認められる。日本地図株式会社は、日本で唯一の地図出版会社として活躍した。しかし、時代の要請もあって1950年（昭和25年）5月には、地図会社から社会科教科書出版会社への道を目指し、「日地出版株式会社」と社名変更した。社団法人地図研究所も、日地出版株式会社に置かれ、「日本地図学会」と改称・継承された。検閲業務がなくなり、組織は縮小されたが、日本の地図学界の主要メンバーは残り、会社の地図作成に指導的役割を果たした。以下に、初代から5代目までの日本地図学会長を示す。
| 代   | 会長     |
| ---- | -------- |
| 初代 | 加藤武夫 |
| 2代  | 飯本信之 |
| 3代  | 田中薫   |
| 4代  | 北田宏蔵 |
| 5代  | 村松繁樹 |

### 日本国際地図学会の設立
1950年代から1960年代にかけて、地図学に関する学協会の設立と機関誌の発行が各国で相次いで行われた。とくに近代地図学における広い専門的関心から、地図学の国際的組織の必要性が各国の地理学者の間で議論され、1959年（昭和34年）6月に国際地図学協会（ICA）が設立された。ICAは、各国に加入を呼びかけており、こうした国際的な動きに触発され、日本でも地図学に関する学会設立の機運が高まった。具体的には、地図学会設立準備会が組織されて、国土地理院内に事務局が置かれ設立準備に入った。
設立の際に、日本の地図学を代表する学術団体という意味から、名称を「日本地図学会」とする意図があった。そこで設立準備会は日地出版株式会社を通じて「日本地図学会」の名称譲渡の申し入れをした。しかし、この頃の日本地図学会は日地出版の中で教科書や地図作成に大きな役割を担っており、申し出を勘案して慎重に議論した末に、丁重に断ったという。やむなく新学会は、ICAとの将来的関係も考慮して「日本国際地図学会」と呼称することになった。こうして「日本国際地図学会」は1962年（昭和37年）に地理学者の渡辺光によって設立され、同年11月30日に明治大学大学院南講堂において設立総会が開かれた。国際地図学協会の日本における窓口となる学会が誕生し、初代会長には国土地理院の今澤豊正が就任した。
ICAからの強い招請もあって、日本はICAに対して社団法人地図普及協会（現在の地図協会）を国内委員会として1964年（昭和39年）に加入申請を行った。その後、ICAと国際地理学連合（IGU）との連携が成立したことに対応して、国内措置として、日本学術会議地理学研究連絡委員会（地理学研連）に地図学研究小委員会を設置して（後に地図学分科会と改称、さらに地図学研究連絡委員会に昇格）改めてICAの国内委員会とし、また地図普及協会に代わって日本国際地図学会を以て対応国内学会とすることにした。したがって、ICAの総会には日本代表が日本学術会議から派遣され、またICAの活動に不可欠の分担金は国庫から支出されている。
日本国際地図学会の学会活動は活発化し、1980年（昭和55年）には日本で初めてICA最大のイベント「国際地図学会議」が開催された（ICC1980東京大会）。国土地理院・測量業界・地図調製業界・学校教育者らも参加し、各国から送られてきた地図による「国際地図展」も行われた。
他方で、経営難に陥った日地出版株式会社は経営再建策の一つとして、日本地図学会の復活を試みて、当時顧問であった鵜飼幸雄に会長を頼んだ。また、いくつかの地理教育研究会の教師らと組織化・活動について会合を複数回開催した他、1999年（平成11年）には巡検コースガイド『地図で歩く東京』を出版した。しかし、経営再建には程遠く、ゼンリン株式会社の支援を全面的に仰ぐことになる。ゼンリン内に本社を移転し、2000年（平成12年）に世界地図・日本全図の一枚図をゼンリンブランドで発行するも、これが日本地図学会の監修編として最後の出版となった。同年3月16日、日地出版は臨時株主総会で解散を決議、債権・債務の精算に入り、12月11日に登記・閉鎖を完了した。日本地図学会は、日地出版の解散と同時に、事実上活動は停止され、名称だけが残置された状態になった。

### 日本地図学会への改称
日本国際地図学会では、2012年（平成24年）2月16日に学会創立50周年記念式典が挙行されたが、式典に先立ち総会が開催され、学会の会則第1条を変更して、学会の名称を「日本地図学会」（実施は2013年4月1日から）とすることが決議された。この改称において、日本国際地図学会は日地出版株式会社の法定清算人であった菊地正浩に申し出て、許可を得ている。
2014年（平成26年）、従来ほとんど東京だけで開催していた定期大会が、東北大学で実施される（仙台大会）。これは学会の会員が関東に偏重していることに留意したもので、この大会以降、隔年で東京以外の地域でも開催されるようになった。2014年の仙台大会は、開催地の学会・研究会も組織に加わっており、大会初日には地図学の基礎や話題を分かりやすく学ぶ機会として「チュートリアル」企画も開催された。
2019年（令和元年）7月、およそ40年ぶりに国際地図学会議が東京で開催される（ICC2019年東京大会）。75か国から1000人の参加登録があり、44のテーマにわたって約520件の口頭発表と約130件のポスター発表が行われた。日本は、国際地図展の「その他地図作品部門」で優勝し、「海図部門」で2位を受賞した。隣接する会場において日本の地図分野の現状をアピールするために日本地図学会の定期大会も併催している。
2020年（令和2年）、「みんなの自然災害伝承碑アーカイブ」の提供が始まる。これは、国土地理院が各市町村経由で収集し、地理院地図で地図上に公開されている自然災害伝承碑の情報収集を市民参加型で行うための、地図情報収集プラットフォームである。
2022年（令和4年）、「瀬戸玲子基金・女性のための地図振興支援助成事業」が始まる。これは亡くなった瀬戸玲子の遺志を反映して、女性研究者等の地位向上を目的に、女性会員を対象とした地図に関する研究や事業等への資金助成を行うものである。支援対象は地図学研究、地図を中心とした地理学研究に加え、地図を活用したビジネス事業化、地図を担う女性の地位向上に資するイベントなども含む。女性の日本地図学会会員であれば、誰でも応募でき、1件の支援金額は最大100万円である。

## 活動内容

### 出版

#### 機関誌『地図』
機関誌「『地図』－空間表現の科学－(Journal of the Japan Cartographers Association)」を季刊として、年4回出版している。機関誌には論文・ニュース・関連学会等の情報を掲載している他、市販されていない地図を毎号添付し、本文中にその解説を載せている。これまでに古地図、地図教育、GIS等の特集号も刊行している。1963年の創刊以来から継続して刊行されている。
2011年-2015年の『地図』における「論説」や「総説・展望」の掲載は、編数にして毎年2割程度である。また、これらの執筆者の年齢層の平均は50歳前後である。この状況を感覚的に分析した佐藤潤によれば、掲載記事数に占める学術性の高い論文の比率は少なく、執筆者年齢も高いという。この理由について佐藤は、日本では地図学を教授する大学や専門学校がごく少数であること、自らのアイデンティティを地図学とする学生がほとんどいないことを挙げている。

#### その他刊行物
学会からは随時、刊行物を出版している。
- 『井上ひさしの文学と地図』（2011）- 『地図』49巻1号で紹介。
- 『地形表現が生み出す地図の可能性』（2007）- 『地図』45巻1号で紹介。
- 『大東京鳥瞰写真地図』（2004）
- 『地図と文明』（2003）- ノーマン・J・W・スロワー（英語版）著
- 『地図学用語辞典［増補改訂版］』（1998）
- 『日本主要地図集成−明治から現代まで−』（1993）
- 『大日本沿海實測圖　伊能中圖』（1993）

### 研究会の開催
以下は、2023年8月時点の開催情報。
- 定期大会：年1回（8月頃[13]）。研究発表・シンポジウム、地図・図書・機器等を展示するほか、地図関連施設の見学・現地視察も行う[7]。東京近辺で開催されることが多いが、2014年の仙台大会、2016年の岡山大会、2018年の富山大会など近年は隔年で東京近辺以外での開催を行っている[13]。2020年の水戸大会は新型コロナウイルスの流行で中止となった[13]。定期大会は、口頭発表・ポスター発表など地図学に関わる学術的議論の場と、「地図展」という地図に関する普及啓発の機会を毎年提供している[14]。
- 地方大会：年1回（秋～冬頃[14]）。毎年場所を変えて行われる地図展等に合わせて開催され、関連学協会と共催することもある[7]。地方ごとテーマや内容を変えており、例えば2019年の松山大会では「愛媛のハザードマップ」という企画が実施されたが、2013年には長野県への巡検を行っている[14]。
- 例会：年3-4回行われる研究発表[7]。
- 専門部会：随時。専門部会のテーマに興味があれば、会員はだれでも部会活動に参加できる[7]。会則上、専門部会の活動状況については、研究集会での発表および機関誌その他の媒体を通じて、逐次、学会へ報告しなければならない[2]。

| 専門部会名                               | 主査      | 内容 |
| ---------------------------------------- | --------- | --- |
| 地図用語                                 | 今井健三  | 地図学用語略語集の作成、地図学用語辞典［増補改訂版］の正誤表の作成・公表、デジタル地図用語の選定・統一。                                             |
| 地図学教育                               | 鈴木厚志  | 海外の地図学教育の調査、ICA活動への協力、地図学教材など国内の地図学教育の調査、改善活動。                                                            |
| 地図史料・地図アーカイブ                 | 鈴木純子  | 地図史・地図史料についての研究情報の集積、デジタル時代の「ナショナル地図アーカイブ(仮称)」の構築、個人や組織所有の地図史料の保護、将来への継承方策。 |
| 海洋図                                   | 上田秀敏  | 海洋図・海洋GISの動向に関する話題提供・情報交換・現況調査。                                                                                          |
| Map Use & Sub-Cartography (マップカフェ) | 太田弘    | 地図学の基礎を学ぶ自主講座「マップカフェ」の開催・実施、地図を用いるコミュニケーションに関する研究、ICTを活用した地理情報の収集。                    |
| ユビキタス・マッピング                   | 有川正俊  | ICAのコミッションと連動・利用実態の国際比較、ユビキタス・マッピングの要件について理論地図学の観点から議論。                                          |
| 学校GIS教育                              | 伊藤 智章 | ワークショップや講習会の開催など学校教育活動へのGISの普及、学校教育・社会教育向けの教材開発。                                                        |
| 中国地図情報                             | 柴田健一  | 中国の地理教科書の翻訳・研究、『地図でみる中国の歴史』など書籍の発刊。                                                                               |
| 地図と地名                               | 今尾恵介  | 地図と地名に関するシンポジウムの開催、他学会とのコミュニケーション。                                                                                 |
| 出典：。                                 |           | |

### マップセンター
事務所を一般財団法人日本地図センター内に置いている。事務所に事務局を設けているが、会則上、会長が任免する職員を局に置くことができる。
マップセンターでは、地図約1,200点を所蔵するほか、内外の地図・関係図書類を収集して会員の利用に供している。また、定期大会の地図・図書展示の際に「地図展優秀地図選定」を実施している。
マップセンターの役割は、学会に寄贈または交換された内外の関係機関、関係学会、会員等からの書籍、地図、雑誌の受入れと整理、ならびに閲覧、貸し出し・複写など会員の利用に応じる用意をすること。もう一つは、大会時の地図・機材展、ICAの際の地図展の準備である。かつては、関係学会（日本地理学会など）の大会時の協賛地図展などの準備・協力なども行なっていた。学会が入手した書籍、地図、雑誌類は機関誌『地図』上に適時掲載される。
学会の年数を経るごとに蔵書等も多くなり、手狭になってきているため、日本地図センターの地図研究所のスペースの一部ほかを利用して、会員のより利用しやすいように、整理をしている。なお、1980年東京で開催された国際地図学会議の際展示された諸外国の地図類も、地図センターに保管されている。

### 他学・協会との交流
国際的には、日本を代表する地図学研究団体として、国際地図学協会（ICA）と連絡している。国内では日本学術会議のICA（国際地図学協会）小委員会の母体となっている。また、他学会等と共同で研究会等を随時開催している。なお、日本地図学会は日本地球惑星科学連合、学連携機構、防災学術連携体に加盟している。
- 日本学術会議：地図学会は、協力学術研究団体の一つである。国際組織に対応する日本側の窓口が委員会のもとに分科会・小委員会として設けられ、地図に関しては国際地図学協会（ICA）に対応するICA小委員会が存在しており、日本学術会議からの代表派遣が継続している[30]。
- 国際地図学協会（ICA)：地図学会は、ICAが1962年に設立されたことをきっかけに日本の対応団体として発足しているので、ICAへの対応は重要な使命となっている。ICAは、国際地図学会議（ICC）を隔年に開催し、4 年毎に総会を併催する[30]。
- 日本地球惑星科学連合：地図学会は、連合発足時より参加している。毎年春に学術大会（日本地球惑星科学連合大会）が千葉市幕張メッセ国際会議場で開催されるが、地図学会もコンビーナーのもとに「地図・空間表現」のポスターセッションを組織化し、研究発表を呼びかけるとともに地図学の存在をアピールしている[31]。
- 国際地図学史会議：オランダの専門誌「Imago Mundi（英語版）」が支援を行っている隔年開催の地図史に関する国際会議であり、地図史専門部会のメンバーを中心に参加実績がある[31]。
- 地球地図国際運営委員会会議：地球地図データの構築を目的に、国土地理院主導のもと各国の地図作成機関に呼びかけて1996年に設置された組織。第10回と第15回会議には、ICA執行部からの指示でICA関係者がリエゾンとして参加した[31]。

この他にも地図に関する国際会議で、研究的局面において地図学会と関係する機関に「国際水路機関（IHO)」、「国連地名標準化会議（UNCSGN)」、国連アジア太平洋地域地図会議（UNRCC-AP）」がある。

### 表彰制度
「地図学の理論構築と普及、地図・空間情報などに関する技術の向上」に尽力した個人・法人・団体を表彰している。論文賞、論文奨励賞、野村正七地図賞、作品・出版賞、教育普及賞、功労賞、特別賞といった多様な評価軸で選定している。以下の表彰制度は「日本地図学会表彰規定」に基づいている。
- 野村正七地図賞：地図および地図学の普及啓発・発展などに特に顕著な貢献があったと認められる者。受賞者は、会員であるか否かを問わない。
- 論文賞：普通会員または学生会員が過去2年間に機関誌に発表した論説のうち、優れた論文と認められるものの著者。
- 論文奨励賞：発表時に35歳末満である普通会員または学生会員が、過去2年間に単著でまたは共著論文の筆頭著者として機関誌に発表した総説・展望、論説、短報、資料のうち、将来地図学の発展への貢献が期待される論文と認められるものの著者。1人の会員が論文奨励賞を受賞するのは1回限りである。
- 作品・出版賞：過去2年間に発表した地図作品、地図に関連するソフトウェア、企画、出版（ウェプ公開を含む）などで、優れた創意工夫が認められるものの制作者・制作団体。受賞者は、会員であるか否かを問わない。
- 教育普及賞：小学校・中学校・高等学校等における学校教育や生涯教育の場等において、地図の教育・普及に特に功績のあった個人または団体。受賞者は、会員であるか否かを問わない。
- 功労賞：長年にわたり学会活動に貢献した会員。
- 特別賞：地図および地図学の普及啓発・発展などに特別な貢献があったと認められる者または団体。受賞者は、会員であるか否かを問わない。

論文賞、論文奨励賞、作品・出版賞、教育普及賞、功労賞は、毎年選考されるが、野村正七地図賞と特別賞は、特に必要があると認められた場合に選考される。選考は常任委員会が担当し、授与は評議員会の承認を得て決定する。受賞者は、会長が総会において表彰する。

## 専門部会
日本地図学会では、特定の専門課題に関し「専門部会」を設けることができる。以下は学会における主な専門部会（ただし休会中の部会も含める）。

### 地図言語専門部会
活動内容は、「地図の持つ情報伝達機能、基礎的な表現、地図の主題性などの問題分析ならびに地図原理に基づく研究報告のとりまとめなど」について、年4 - 5回の研究会と数回の作業部会を実施することである。また、ICAの「Working Group on Concept and Methodology in Cartography（地図学における概念と方法論に関する作業部会）、委員長U.フライターク（ドイツ）」の対応組織として機能している。
地図言語専門部会は、「地図言語研究グループ」が正式に認められた部会である。このグループは、1975年末頃より学会に地図学の理論面の研究が必要であるとの声が高まり、1985年に任意で発足したものである。同年の会合では、国土地理院の金窪敏知が、従来の知見をもとに理論地図学に関する国際的な発展の歴史を概説している。
1987年のICA第8回総会において、日本が提案した「Commission on Concepts in Cartography（地図学における概念に関する委員会)」の設立が承認され、委員長に金窪敏知が就任した。これに伴い、地図言語専門部会の活動内容も変化し、地図学の理論的分野における文献データベースの作成に重点が置かれた。その成果として提出された報告書と文献リストは、1991年の第9回総会で好評を博した。この総会において、ICA理事会の提案により新たな作業部会が設立され、委員長に金窪が指名された。金窪は同作業部会の組織作り、分担執筆者への依頼と割当て、原稿の編集、印刷製本を経て、1993年の第16回国際地図学会議に報告書を提出した。さらに、1995のICA第10回総会において、日本が設立を提案した委員会は、下部機構として三つの作業部会（1.地図認識、2.地図記号論、3.定義）を持つことになり、部会の正副主査はともにICAの組織的運営に関係することになる。
1996年の岐阜県で開催された「地図サミット」では、ICAの四つの委員会による国際的な合同セミナーが開催され、地図言語部会が積極的に対応している。1999年からは、マルチメディア地図専門部会および空間認識専門部会と合同で会合を開いている。
2001年、地図記号論に関する論文・文献のレビューを中心に活動を進めるものとして、新たな活動計画が会員に提示された。ICA作業部会の成果「Map Semiotics around the World」をテキストとして輪読会を開くことが提案されていたが、参加を希望する会員がいなかったので、部会の国内活動は中止されている。

### 地図用語専門部会
1964年8月に発足。地図用語の混乱や乱用を正して用語の統一を計り、各国の地図用語委員会との連携のもとに、地図用語の標準化に貢献する目的で設立された。
発足から最初の10年は、ICAの『地図学用語多国語辞典』の刊行に向けて、各国国内委員会との共同編集作業に協力して日本語の同義語決定作業を行った。この活動実績は「地図学用語集」の編集に進展し、1982年からは『地図学用語辞典』（学会創立 20 周年記念事業の一つ）の編集・刊行が行われた。この辞典は、日本最初の地図学用語辞典であった。辞典の発刊を契機に、1987年から1992年には地図教育専門部会と合同部会を開催し、1989年からは日本地理学会の要請に基づいて、IGUが進める国際地理学用語辞典の「地図学の部」について、ドイツ語原語に対応する日本語の審議・決定作業を実施し、全用語を機関誌に発表している。
1990年代の成果は、以下の通りである。
- 地図学用語集案として「国際地理学連合（IGU）の計画による国際地理学用語辞典のうちの地図学に関する用語」を編集し、完成（1993年）[36]。
- 『地図学用語辞典（1985）』は、情報化時代を迎え、地図学における新用語の激増と、在来用語の概念変化により、時代に即応した内容が求められていた。部会では、1995年から在来用語の全面見直しに追加用語を「追補」とした[増補改訂版]の刊行作業にとりかかった。1998年に完成[36]。
- 『日本主要地図集成一明治から現代まで一（1995年刊）』の「地図にかかわる主要語句」の編集（1993年-）[36]。
- 『ICA-MDC（地図学用語多国語辞典）第2版』の編集[36]。
- 『地図と文明』原著の付表A（地図投影）、B（等値線）、C（用語解説）の翻訳・編集（1999-2003年）[38]。
- 地図学用語略語集の編集（1999年-）[38]。

なお、地図用語専門部会は、子供と地図専門部会、地図教育専門部会、地図学教育専門部会、マルチメディア地図専門部会とも共催している。

### 地図史料・地図アーカイブ専門部会
1964年に「古地図専門部会」として設けられ、翌年に「地図史専門部会」と改称された。
初期から中期にかけては、地勢図・地形図等の図歴調査を行い、各機関・個人所蔵図のデータを集め、図歴表として『地図』に分割掲載し、日本近代の官製地図作成史についての基本資料を提供していた。
1991年末には活動の幅を広げるため、部会内に古地図・旧版地形図・旧版水路図誌・地図史料の4分科会を置いて、それぞれの立場から部会への問題提起を行うこととし、その成果として隔月間隔で小研究集会を行っている。1994年の大会では部会としてシンポジウム「現代に活かす古地図・旧版地図」を企画・実施している。旧版地形図に関しては『地図・地理史料目録国土地理院所蔵2』刊行にあたって、5万分1地形図図歴のデータ補足等に部会員が協力した。これ以降は、各国官製地図の歴史に関する基本文献目録の作成を、活動目標にしている。なお、ICAの活動では「Commission on the History of Cartography」に、一部の部会員が加わっている。
2011年7月には、「地図史料・地図アーカイブ」専門部会へと改称された。新部会では、デジタル時代の「ナショナル地図アーカイブ(仮称)」の構築と、個人・組織の所有する地図史料の散逸を防止・継承するため、検討と情報交換を行う。具体的には、地図所蔵機関へのヒアリングや既存データのレビューなどを進め、実現の可能性を探っている。

### 地図学教育専門部会
「地図教育」専門部会第2分科会より、1990年度の総会で設置が承認された。大学や測量専門学校、国土交通省測量技術研修機関等の高等教育機関で行っている地図に関する教育の充実に資することを目標としている。また、ICAの教育訓練委員会（CET）と連携している。
活動としては、部会研究集会で国際会議資料や先進国の地図学会誌登載の地図学教育関係論文の紹介が行われ、アメリカ・カナダ・スペインなどでの地図学教育の状況について、『地図』上での報告や例会発表がされている。また、国際地図学会議へのナショナルレポートの教育訓練の部分は従来から、この部会員により作成されている。2009年の学会定期大会では、「地理空間情報時代の地図学・GIS教育」と題するシンポジウムが開催され、教育機関別の地理空間情報の利用実態と教育内容の差異・課題を明らかにした。

### 子供と地図教育専門部会
1964年に「地図教育」専門部会として発足。
地図に関する教育全般を対象に設置され、野村正七を主査とし、部会員は広く学校教育関係者が集まっており「野村ゼミ」の観があったという。諸外国のアトラスをめぐり、世界の地図を広げての各地域の話題を基に、地図表現の地域性の特徴が如何に表現されているかにより、地理教育における地図の重要性について討論が重ねられた。しかし、野村は学会の会長に推挙され、1967年以来は鵜飼幸雄が代行に当たり、1977年の野村の急逝で鵜飼が正式の主査となった。
これ以降、討議内容は必然的に学校教育の中での地図教育に絞られてきた。論議の焦点を絞るために、高等教育とでは内容に隔たりがあり過ぎるとの見解から、新たに「地図学教育」部会を設定する必要が認められて、金沢敬が主査に就任した。その後「地図教育」部会は、中等教育における諸問題の検討に重点が置かれ、教育現場で使われる中学校用社会科地図帳・高等学校用社会科地図帳の内容及び、表現の適否についての意見交換を中心に部会が持たれ、例会・大会を通じて、その見解の発表などと共に、『地図』に部会員の研究内容を掲載してきた。また、1988年以来は、地図用語専門部会の坂戸直輝主査との合同部会が、たびたび開かれるようになった。さらに、1990年に部会員8名の共同執筆により国土地理院技術資料「地図利用マニュアル」を発行して地理教師に頒布した。
一方で、学校教育における初等教育段階での地図教育の必要性から「こどもと地図教育」専門部会の必要性が派生され、大塚一雄を主査として発足したところ、主査の勤務先が三宅島となり、折からの天災に遭遇のため、大塚の要請により同部会を吸収し、部会名を現在の「子供と地図教育」と改めている。
目下の重点作業は初等教育段階における「はじめてのちず」絵本の作成に傾注することに絞られ、西木敏夫副主査の勤務校である目白学園を根拠として月例部会を開催しつつ、その作成に当たってきた。鵜飼が（他学会の）地図教育普及活動に努め、地図教育部会開催の回数は減少したが、その間にも懸案の絵本の作成作業が継続されていた。2006年以降は、これらの成果が「学校GIS教育」専門部会へと引き継がれている。

### 学校GIS教育専門部会
従来の「子供と地図教育」専門部会を引き継ぎ、学会内においてデジタルを教育教材として扱う部会として、2006年に設立された。パーソナルコンピュータを用いたGISを使って授業の先端的な取り組みをする「GIS 教育の実践例」を主題とする。設立以来、学会の夏の学術大会で「デジタル地図の学校での普及促進」を見据えた地図教育の今後の有り様を探るシンポジウムを開催している。また、多機能端末やスマートフォン等を用いて実施する地図教育の方法論のシンポジウムも実施している。
2008年からは、国土交通省国土政策局と協働し、「初等中等教育の教員を対象に地理空間情報及びGISの活用を推進する事業」に取り組み、現状分析・実証実験・マニュアル作成等に協力し、表彰制度も地理情報システム学会と連携して積極的に進めている。

### 触地図専門部会
1985年、後藤良一らの働きかけによって設置された。主査は後藤が務めたが、後に加藤俊和に代わっている。
1970年代後半から、世界では触地図の「地図学」の立場から学問的な研究を加え、明確な理論のもとに地図作りを進めるべきであることが提唱され始めた。1980年代以降もICA総会で、特別委員会として「触地図委員会」が発足している。
専門部会では、部会を数回にわたって開催し、国土地理院における触地図図式検討委員会とも連携しながら「少ない触記号を有効に使う地図学的見地」の検討を進めたが、一般化した記号としてまとめるまでには至らなかった。2000年には部会が休会となっている。

### ハイパーメディア・VR地図専門部会
1999年設立。当初、本部会の母体となった「地図言語専門部会」と「空間認識専門部会」との関係が検討され、マルチメディア環境下でのマップ利用の研究を目的に「マルチメディア地図専門部会」として新設された。プラグマティズムとしての日本の地図学の実践の研究活動を行う部会である。地図言語、地図認識専門部会との連携を緊密に取り、協働して実施している。近年、進歩がめざましいデジタル地図の分野とコンピュータネットワークを利用した近未来の地図利用環境を検討している。
2001年からは、他の専門部会や日本地理学会の地図学博物館設立準備委員会との協働によるシンポジウムや見学会の開催を積極的行っている。また、地図認識専門部会、地図史専門部会、海洋図専門部会等との協働で「海の地図シンポジウム」も企画した。
2003年、「マルチメディア地図専門部会」は、近年のさらなる地図情報の作成、利用のデジタル化や仮想現実しての地図イメージ利用実態の増加を鑑み、「ハイパーメディア・VR地図専門部会」と改称し、新たなる発展を期し活動を拡大継続した。2004年以降の部会活動は日本国際地図学会 (2012)に詳しい。

### ユビキタス・マッピング専門部会
1999年に、「地図認識専門部会」として地図言語専門部会から独立した。2003年の春まで4年間の活動を行い、現在はユビキタス・マッピング専門部会へと引き継がれている。
発足年は、森田喬が眼球運動の観察を通した「地図の高さ表現」の読図にかかわる観察・実験研究を実施した。2000年には、瀬戸内海地域の「海の地図」の歴史的系譜とその地図的表現についての研究において、マルチメディア専門部会との共催による研究会・資料調査・シンポジウムを開催した。さらに2001年に入ると、瀬戸内海関係の地図の見学会、研究集会「瀬戸内の海の地図」、地図言語・マルチメディア地図・地図認識専門部会合同研究集会「認知心理学から見た地図読み」を開催している。2002年には、日本地理学会シンポジウム「地図の多次元性と地理的知識」を企画・参加し、アナログ・デジタル併存の多様な地図利用の範囲に関して討議している。これ以降も国際的な部会活動を継続しており、2003年-2011年度の活動は日本国際地図学会 (2012)に詳しい。

## 会員
学会の会員数は、1980年代で約2000人であったのが、2016年には800人まで減少した。高齢化も進み、今後も会員数の減少が予想されるなかで、新しい世代の会員増加が学会存続の鍵となっている。「都心への通勤者が多い範囲」における普通会員は6割を占める。

### 会員制度
以下は、2023年8月時点の会員制度。
- 普通会員：年会費8,000円。個人による会員。すべての特典（機関誌『地図』の無償配布、割引価格による刊行物の購入、研究会・専門部会等の参加、ICA等の地図・図書類の利用、国際会議の出席）を受けることができる[6]。
- 学生会員：年会費2,000円。学生のみで、普通会員と同等の特典を受けることができる。学生の身分から変更となった際は普通会員に切り替わる[6]。
- 購読会員：年会費8,000円。機関誌『地図』の送付を希望する際に、1部ごと追加の申込みができる。ただし、それ以外の特典はない[6]。
- 特別会員：年会費80,000円（1口以上随意）。法人による会員。すべての特典を受けることができる。1口につき普通会員10人分の特典となるが、機関誌『地図』は2部のみの送付となる。追加部数を希望する場合は購読会員と併用する必要がある[6]。
- 名誉会員：年会費不要。地図学や学会に対し、特に功労のあった者のうちから総会の議決をもって推薦する者[2]。

## 運営組織
役員として、会長1名、常任委員長1名、常任委員20名(以内)、会計監査2名がおかれる。会長や会計監査は総会で、常任委員長・常任委員は評議員の互選により選出される。評議員は、30名以上80名以内で構成され、総会で選出される。 通常総会は毎年1回会長が招集し、評議員会は毎年1回以上会長が招集する。

### 歴代会長
| 代                    | 会長     | 在任期間（年度） | 出典   |
| --------------------- | -------- | ---------------- | ------ |
| 初代                  | 今澤豊正 | 1963-1964        |        |
| 2代                   | 金子収事 | 1965-1966        |        |
| 3代                   | 安藝元清 | 1967-1968        |        |
| 4代                   | 重兼暢夫 | 1969-1970        |        |
| 5代                   | 原田美道 | 1971-1972        |        |
| 6代                   | 渡辺光   | 1973-1979        |        |
| 7代                   | 野村正七 | 1981-1986(前半)  |        |
| 8代                   | 髙崎正義 | 1986(後半)-1992  |        |
| 9代                   | 正井泰夫 | 1993-2000        |        |
| 10代                  | 大竹一彦 | 2001-2004        |        |
| 11代                  | 中村和郎 | 2005-2008        |        |
| 12代                  | 星埜由尚 | 2009-2012        |        |
| 13代                  | 森田喬   | 2013-2020        | [ 58 ] |
| 14代                  | 熊木洋太 | 2021-2024        | [ 58 ] |
| 15代                  | 若林芳樹 | 2025-            | [ 58 ] |
| 出典：初代 - 13代は。 |          |                  |        |